# Hormonally Yours
Hormonally Yours – drugi album Shakespears Sister wydany w 1992 roku przez London Records. Album odniósł ogromny sukces w Wielkiej Brytanii i Stanach Zjednoczonych. Tytuł odnosi się do stanu emocjonalnego Siobhan Fahey i Marcelli Detroit, które obie były w ciąży podczas nagrywania albumu.
Hormonally Yours ukazało Shakespears Sister jako duet (debiutancki album Sacred Heart był projektem muzycznym skupionym na Siobhan). Piosenki zostały napisane przez Shakespears Sister, Roberta Feldmana i przez ówczesnego męża Siobhan Dave’a Stewarta, używającego pseudonimu „Manu Guiot”. Marcella i Siobhan współprodukowały Hormonally Yours z Alanem Moulderem.
Pierwszym singlem był utwór otwierający album „Goodbye Cruel World”, który odniósł niewielki sukces światowy. Teledysk przedstawia artystki parodiujące klasyczne melodramaty (Bulwar Zachodzącego Słońca i Co się zdarzyło Baby Jane?).
„Stay” – drugi singel z albumu, okazał się ogromnym sukcesem. Utwór był przez 8 tygodni numerem 1 na brytyjskiej liście singli oraz znalazł się na 4. miejscu Billboard Hot 100. W Polsce utwór znajdował się przez 10 tygodni na Liście przebojów Programu Trzeciego.
Album uplasował się na 3. miejscu w Wielkiej Brytanii. Tournée zespołu promujące album objęło Europę i Amerykę Północną.
Hormonally Yours to ostatni album nagrany przez Shakespears Sister w duecie. Marcella Detroit opuściła zespół przed wydaniem trzeciego albumu.

## Lista utworów
1. „Goodbye Cruel World” (Fahey/Guiot/Ferrera)
2. „I Don't Care” (Fahey/Detroit/Feldman/Shearmur)
3. „My 16th Apology” (Fahey/Detroit/Feldman)
4. „Are We In Love Yet” (Fahey/Detroit)
5. „Emotional Thing” (Fahey/Detroit)
6. „Stay” (Fahey/Detroit/Guiot)
7. „Black Sky” (Fahey/Detroit/Ferrera/Guiot))
8. „The Trouble With André” (Fahey/Detroit/Ferrera)
9. „Moonchild” (Fahey/Detroit)
10. „Catwoman” (Fahey/Detroit)
11. „Let Me Entertain You” (Fahey/Detroit/Ferrera)
12. „Hello (Turn Your Radio On)” (Fahey/Detroit/Guiot)

## Single
- „Goodbye Cruel World” #59 UK
- „Stay” #1 UK, #4 US
- „I Don't Care” #7 UK, #55 US – w Polsce utwór znajdował się przez 6 tygodni na Liście przebojów Programu Trzeciego[2]
- „Goodbye Cruel World” (remix) #32 UK
- „Hello (Turn Your Radio On)” #14 UK
- „My 16th Apology” #61 UK